# Chráněná krajinná oblast Broumovsko
Chráněná krajinná oblast Broumovsko (CHKO Broumovsko, pol. Obszar Chronionego Krajobrazu Broumovsko)  – obszar chronionego krajobrazu w Czechach.
Obejmuje teren Broumovskich stěn, Adršpašskoteplickich skál oraz innych pobliskich formacji skalnych o powierzchni 41 km² i dzieli się na trzy strefy: strefa pierwsza obejmuje najbardziej chronione obiekty (6 rezerwatów przyrody), podczas gdy czwarta obejmuje teren miast.

## Obszary chronione
- rezerwaty Adršpašskoteplické skály, Broumowskie Ściany
- rezerwaty przyrody Ostaš, Droga krzyżowa
- obszary chronione Kocie Skały, Borek